# Pozo do Boi
El Pozo do Boi es una playa fluvial situada en el ayuntamiento de Lalín en la parroquia de Vilatuxe, más concretamente en el lugar de Barciela. Las coordenadas del lugar son las siguientes : Lalín 42° 39' 54.342" N, 8° 7' 16.2336" W. 
Esta playa fluvial se encuentra enmarcada en el transcurso del río Asneiro a su paso por el lugar, mostrando una belleza singular en la cual destacan unas especiales características en cuanto a la biodiversidad que posee. De esta forma y gracias a la claridad, buena oxigenación y excelente estado del agua, se permite la vida a multitud de organismos acuáticos entre los que destacan en abundancia las truchas.
Además esta zona cuenta con una vegetación de ribera muy envidiable y en perfecto estado, exceptuando el área concreta de baño. Posee igualmente una zona acondicionada para el disfrute situada bajo una robleda que ofrece una magnífica sombra. En el lado opuesto de la playa hay una finca preparada para tomar el sol. 
Presenta también aseos públicos y un bar que abre únicamente en la época estival. Deben destacarse las obras recientes en su acondicionamiento para el acceso a minusválidos. Se trata de un área perfecta para disfrutar de un día de verano en familia o acompañados de amigos, en un paraje espectacular situado en el centro de Galicia. 